# 小罗贝尔词典
《小罗贝尔词典》（法語：Le Petit Robert，發音：[lə pəti ʁɔbɛʁ]）是法国罗贝尔词典出版社出版的一部法语词典，由保罗·罗贝尔于1967年首次出版。其为《按字母排序式与类比式法语词典》（未来的《大罗贝尔词典》）的单卷删减版。截至2008年，该词典已推出第四版。